# Veveří (Nové Hrady)
Veveří (též Pibry, německy Piberschlag, Biberschlag) je samota, část města Nové Hrady v okrese České Budějovice v Jihočeském kraji. Nachází se asi 2,5 kilometru jižně od Nových Hradů. Veveří leží v katastrálním území Veveří u Nových Hradů o rozloze 6,75 km², do kterého bylo sloučeno území zaniklé obce Jedlice.

## Historie
Veveří je považováno za zaniklou obec. Osada vznikla kolem poplužního dvora, o němž je první písemná zmínka z roku 1281. V roce 1900 zde v 51 domech žilo 284 obyvatel a v roce 1921 v 59 domech 283 obyvatel. V obci se nacházela škola (první zřízena v roce 1818, nová budova dvoutřídní školy pak byla vystavěna v roce 1886), fara a mlýn (první již v roce 1553).
Po druhé světové válce byla většina místních obyvatel německé národnosti odsunuta a obec byla dosídlena. Ačkoliv obec nebyla zahrnuta do hraničního ani zakázaného pásma, postupně docházelo k jejímu vylidňování. Po celkové demolici obce se dochovala pouze budova školy, ve které byla výuka ukončena na konci školního roku 1962. Poté byla využívána jako zázemí pionýrského tábora a od roku 1991 slouží přilehlému kempu. Z obce zbyl rovněž korpus pomníku obětem první světové války. V nejjižnější části katastru Veveří při česko-rakouské hranici se nacházela ves Jedlice, která byla ve 20. století zcela zlikvidována při budování tzv. železné opony.

## Obyvatelstvo
| Rok            | 1869 | 1880 | 1890 | 1900 | 1910 | 1921 | 1930 | 1950 | 1961 | 1970 | 1980 | 1991 | 2001 | 2011 | 2021 |
| -------------- | ---- | ---- | ---- | ---- | ---- | ---- | ---- | ---- | ---- | ---- | ---- | ---- | ---- | ---- | ---- |
| Počet obyvatel | 522  | 563  | 513  | 502  | 479  | 431  | 375  | 71   | 27   | 6    | 0    | 0    | 7    | 2    | 2    |
| Počet domů     | 82   | 84   | 86   | 90   | 92   | 91   | 93   | 30   | 30   | 1    | 0    | 0    | 2    | 1    | 1    |

## Obecní správa
Při sčítání lidu v letech 1869–1960 Veveří bylo samostatnou obcí, se kterým patřilo nejprve do okresu Kaplice, ale v roce 1950 v okrese Trhové Sviny. Od 1. června 1960 do 30. června 1980 bylo částí města Nové Hrady v okrese České Budějovice. Od 1. července 1980 do 31. července 2000 byla osada úředně zrušena a jako část města Nové Hrady byla obnovena 1. srpna 2000. Od 16. června 1950 do 30. června 1960 k obci patřilo Světví.

## Pamětihodnosti
- Přírodní památka Přesličkový rybník
- Přírodní památka Veveřský potok
- Veverská lípa

## Fotogalerie

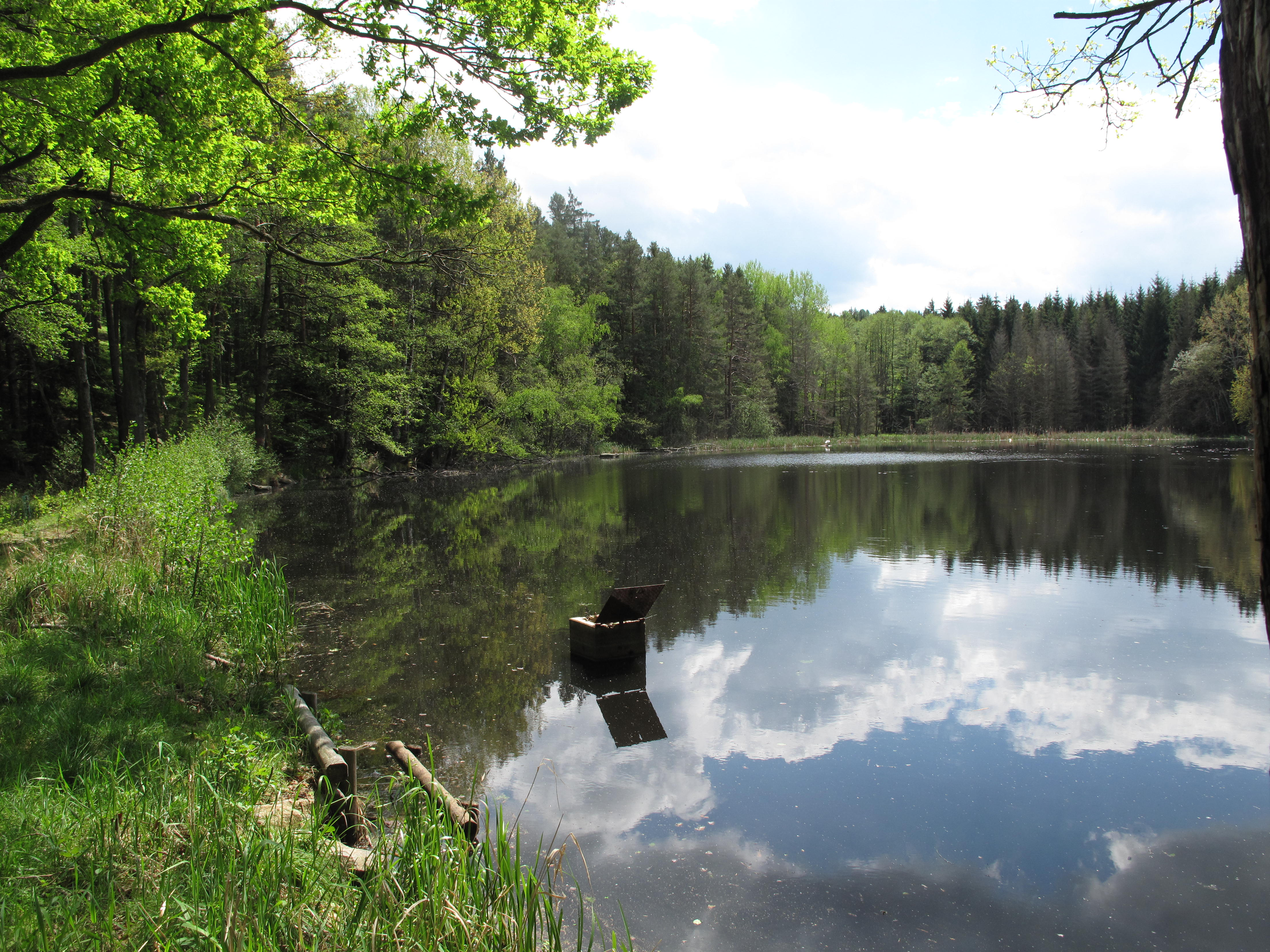
Přesličkový rybník východně od Veveří
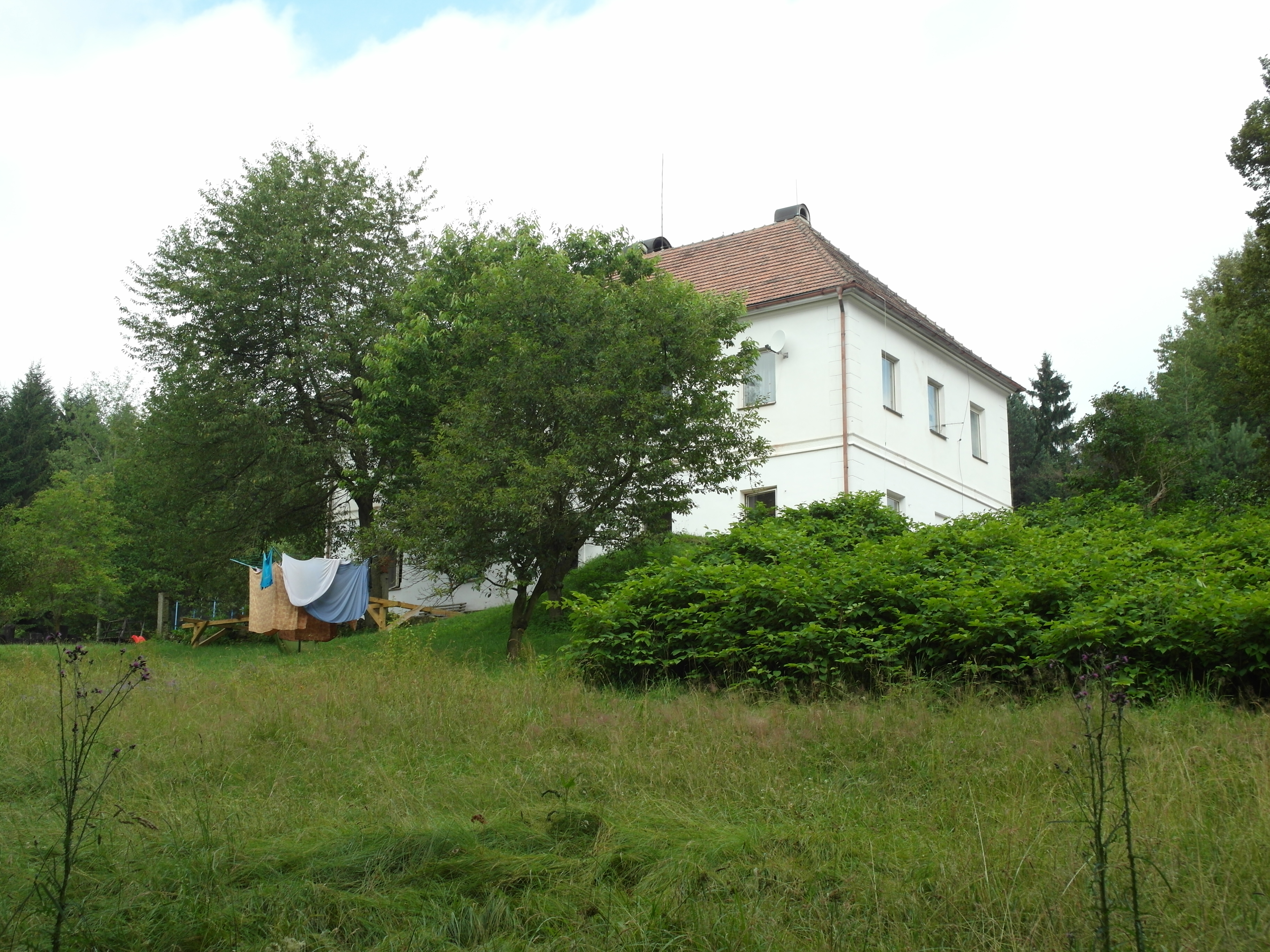
Ze zaniklé vsi Veveří se dochovala jen budova bývalé školy
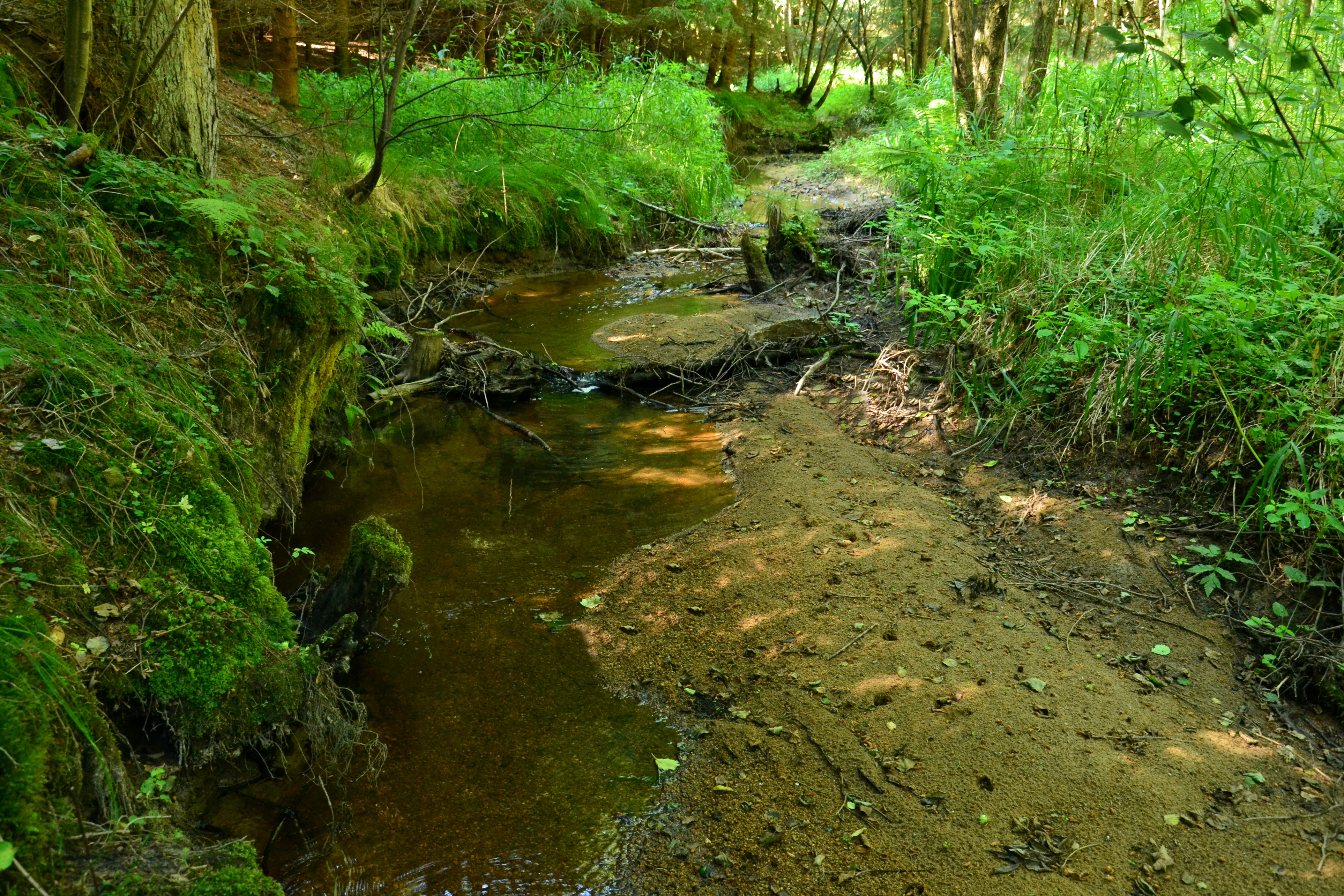
Přírodní památka Veveřský potok
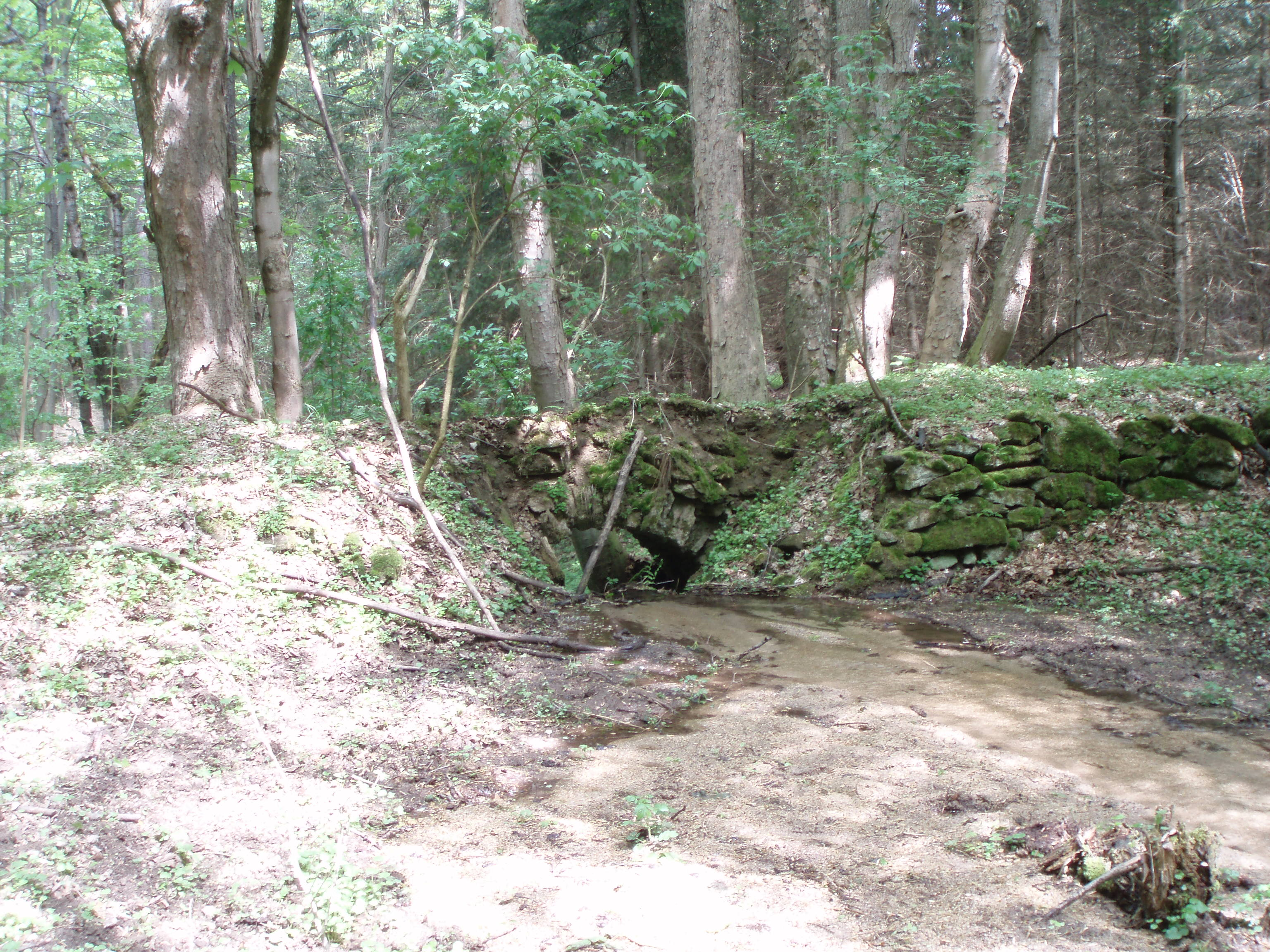
Pozůstatek cesty a mostku v místech, kde bývala ves Jedlice